# Bart Got a Room
Bart Got a Room is een Amerikaanse film uit 2008 onder regie van Brian Hecker.
De film gaat over een sullige laatstejaars die samen met zijn beste vriendin Camille een afspraakje zoekt voor het eindbal op school.

## Rolverdeling
- William H. Macy - Ernie Stein
- Cheryl Hines - Beth Stein
- Steven Kaplan - Danny
- Ashley Benson - Alice
- Alia Shawkat - Camille